# مجله دانشکده
مجله دانشکده یا مجله بهار، مجله‌ای است که در سال ۱۲۹۷ هجری شمسی به وسیله ملک الشعرای بهار تأسیس شد. از نشریهٔ «بهار» به‌عنوان نخستین نشریهٔ ادبی در عالم مطبوعات ایران نام برده شده و پس از آن، نام این مجله به نشریهٔ «دانشکده» تغییر کرد. مجله دانشکده پس از انتشار ۱۲ شماره، برای همیشه بسته شد.

## شکل‌گیری
غلام‌رضا رشیدیاسمی، عضو هیئت مؤسس «دانشکده» و از نویسندگان این مجله، در کتاب «تاریخ ادبیات معاصر» دربارهٔ این مجله نوشته است: 
| « | مجله دانشکده را ملک‌الشعرای بهار در سال ۱۳۳۶ هجری قمری برای نشر آثار انجمن ادبی دانشکده تأسیس کرد. این انجمن نخست «جرگه دانشوری» نام داشت و در سال ۱۳۳۵ هجری قمری به سعی چند تن از دوستان ادب از جمله نگارنده تأسیس شده بود، سال بعد «دانشکده» خوانده شد. مرام این انجمن ترویج معانی جدید در لباس شعر و نثر قدیم و شناساندن موازین فصاحت و حدود انقلاب ادبی و لزوم احترام آثار فصحای متقدم و ضرورت اقتباس محاسن نثر اروپایی بود و در آن روزگار خدمتی شایان به ادبیات کرد. | » |

## مقاملات و آثار چاپ شده
مطالب «مجله دانشکده» را ملک‌الشعرای بهار یا یکی دیگر از اعضای هیئت مؤسس، می‌نوشت. گاهی نیز مقالاتی از نویسندگان خارجی ترجمه می‌شد و در این نشریه چاپ می‌شد. از قسمت‌های مهم مجله، تاریخ ادبیات فارسی تحت عنوان «تاریخ ادبی» تألیف عباس اقبال، استاد دانشکده بود که در چند شمارهٔ مجله به چاپ رسید. همچنین مقالاتی با عنوان «انقلاب ادبی» نوشته رشید یاسمی، ترجمه‌هایی از نویسندگان خارجی مانند شیللر آلمانی از دیگر محتویات این مجله بودند. همچنین مجلهٔ «دانشکده» از نخستین شمارهٔ خود، به ترجمهٔ رمان «سلطنت» تألیف «الکساندر دوما» به‌عنوان ضمیمهٔ مجله پرداخت. علاوه بر آن شعرهایی از پروین اعتصامی نیز در این مجله چاپ می‌شد. از نویسندگان و مترجمان این مقاله، می‌توان به عباس آشتیانی، غلام‌رضا رشید یاسمی، اصغر شیرازی، علی‌اصغر حکمت، حیدرعلی کمانی، یوسف اعتصامی، جعفر خامنه‌ای و سیداسدالله انتظام اشاره کرد.